# Das Kindermädchen – Mission Italien
Mission Italien ist eine deutsche Filmkomödie von Sascha Bigler aus dem Jahr 2021. Es handelt sich um den vierten Film der ARD-Reihe Das Kindermädchen mit Saskia Vester als Kinderbetreuerin Henriette Höffner in der Hauptrolle. Die deutsche Erstausstrahlung sollte am 30. April 2021 auf dem ARD-Sendeplatz „Endlich Freitag im Ersten“ erfolgen, wurde aber auf den 21. Mai 2021 verschoben.

## Handlung
Die Kinderbetreuerin Henriette Höffner führt es diesmal nach Apulien zur deutschstämmigen Familie von Rosa und Benno, die die Unterstützung Höffners für ihre beiden pubertierenden Kindern Julian und Luisa brauchen. Die Olivenernte steht an, aber Rosa wirkt aufgelöst. In einem stillen Moment erklärt Rosa dem Kindermädchen Henriette, sie sei schwanger. Aber Rosa wirkt sichtbar krankhaft. Henriette öffnet kurzerhand Rosas Schreibtischschublade und entdeckt Röntgenbilder, die auf einen Hirntumor hinweisen. Henriette bittet dringend um eine familiäre Aussprache. Beim Abendessen kommen all die unbequemen Wahrheiten zutage, auch eine Affäre von Benno mit der Erntehelferin Vittoria. Im Krankenhaus ist die Operation zufriedenstellend verlaufen, was große Freude in der Familie auslöst. Auch kann sich Julian ein Herz fassen und absolviert erstmals einen Liveauftritt bei der offenen Bühne des Ortes. Glücklich schließen sich die Familienmitglieder wieder in die Arme.

## Hintergrund
Mission Italien wurde vom 28. September 2020 bis zum 27. Oktober 2020 in Otranto und Umgebung gedreht. Produziert wurde der Film von der FFP New Media.

## Rezeption

### Kritik
Die Kritiker der Fernsehzeitschrift TV Spielfilm zeigten mit dem Daumen zur Seite und vergaben für Humor und Spannung einen von drei möglichen Punkten. Sie resümierten: „Harmlose Schmonzette mit viel Bella Italia“.

### Einschaltquoten
Die Erstausstrahlung von Das Kindermädchen – Mission Italien im Ersten am 21. Mai 2021 sahen insgesamt 4,63 Millionen Zuschauer. Dies bedeutete einen Marktanteil von 15,3 %.